# Lactobacillus camelliae
Lactobacillus camelliae è una specie di batterio appartenente alla famiglia delle Lactobacillaceae.